# Liste des stations du métro de Chicago

Plan du métro de Chicago.

Cet article concerne une liste des stations du métro de Chicago aux États-Unis.
Le réseau entier comprend 145 stations réparties sur huit lignes. Il est composé de plusieurs types de stations allant du style Queen Anne du XIXe siècle, au style italien du XXe siècle jusqu'à des structures hyper modernes. Certaines stations sont décorées d'œuvres d'art tandis que d'autres conservent une forme utilitaire.
Malgré de nombreuses reconstructions ces styles cohabitent toujours aujourd'hui.
Depuis la grande réorganisation du réseau et l'attribution de couleurs à chaque ligne en 1993, les stations sont toutes dénommées selon le nom de la rue ou de l'avenue qu'elle croise avec une prédominance pour la rue où se trouve l'entrée principale de la station.

## Liste
Ci-dessous se dresse une liste des stations du métro de Chicago par ligne :

### Ligne bleue

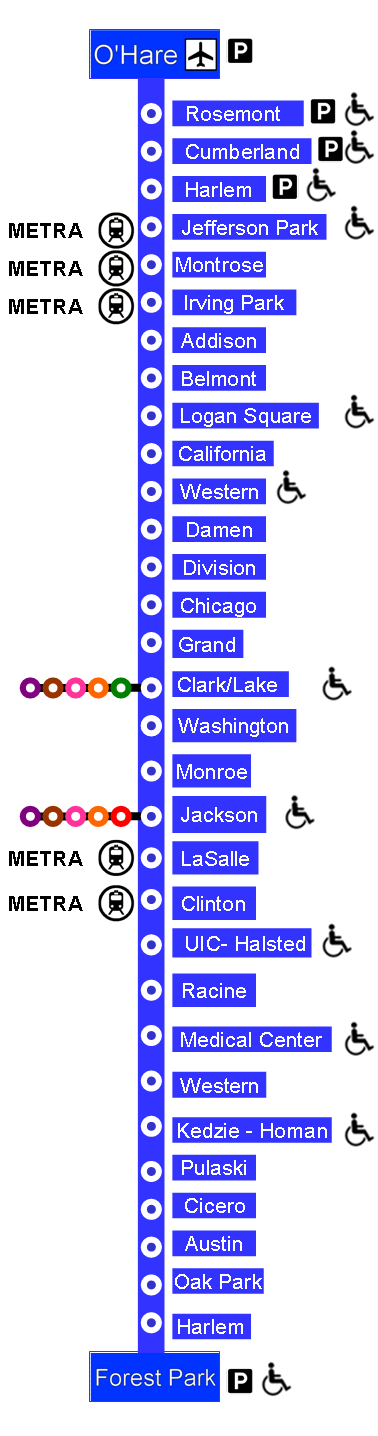
Ligne bleue

█ liste des stations de la ligne bleue du métro de Chicago :
- O'Hare
- Rosemont
- Cumberland
- Harlem
- Jefferson Park
- Montrose
- Irving Park
- Addison
- Belmont
- Logan Square
- California
- Western
- Damen
- Division
- Chicago
- Grand
- Clark/Lake
- Washington
- Monroe
- Jackson
- LaSalle
- Clinton
- UIC-Halsted
- Racine
- Illinois Medical District
- Western
- Kedzie-Homan
- Pulaski
- Cicero
- Austin
- Oak Park
- Harlem
- Forest Park

### Ligne rouge

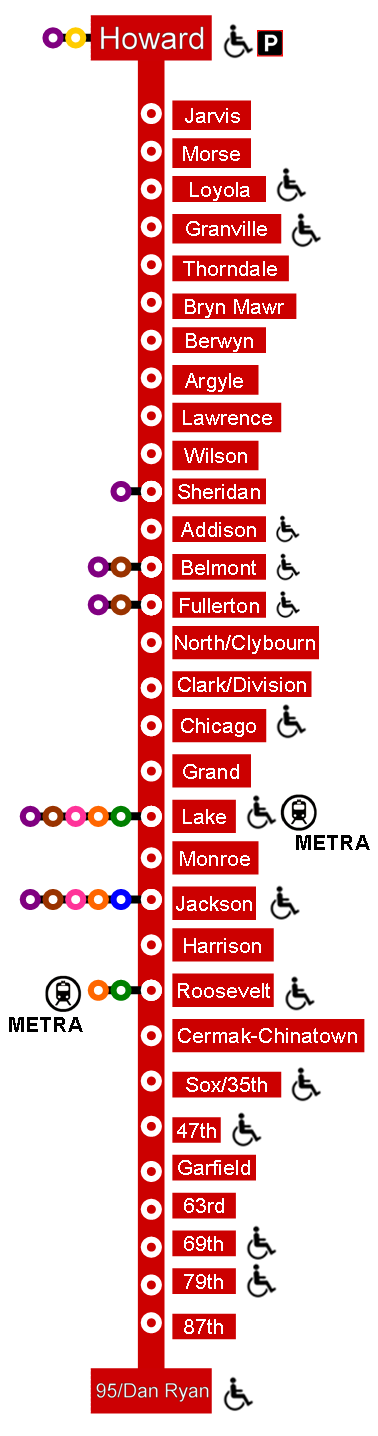
Ligne rouge

█ liste des stations de la ligne rouge du métro de Chicago :
- Howard
- Jarvis
- Morse
- Loyola
- Granville
- Thorndale
- Bryn Mawr
- Berwyn
- Argyle
- Lawrence
- Wilson
- Sheridan
- Addison
- Belmont
- Fullerton
- North/Clybourn
- Clark/Division
- Chicago
- Grand
- Lake
- Monroe
- Jackson
- Harrison
- Roosevelt
- Cermak-Chinatown
- Sox–35th
- 47th
- Garfield
- 63rd
- 69th
- 79th
- 87th
- 95th/Dan Ryan

### Ligne verte

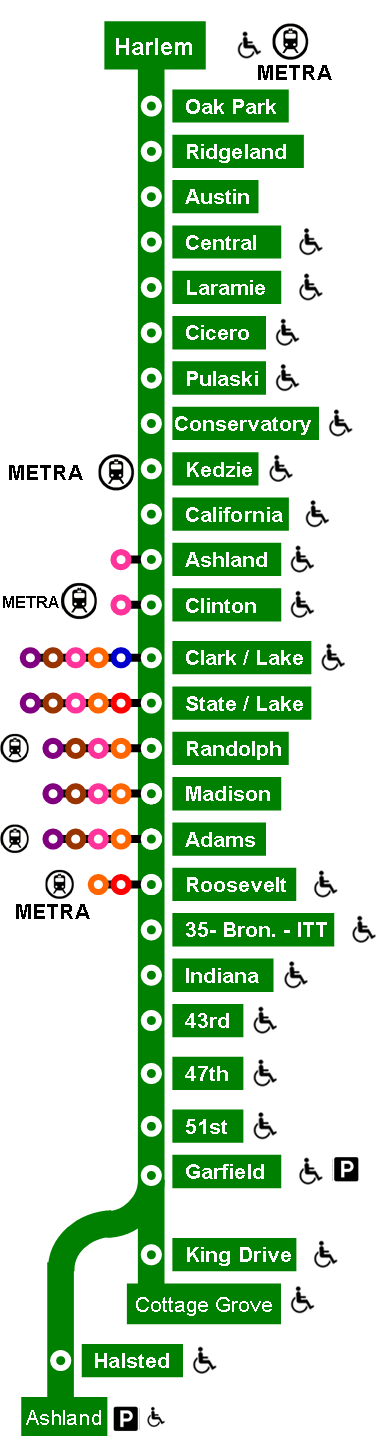
Ligne verte

█ liste des stations de la ligne verte du métro de Chicago :
- Harlem/Lake
- Oak Park
- Ridgeland
- Austin
- Central
- Laramie
- Cicero
- Pulaski
- Conservatory
- Kedzie
- California
- Ashland
- Clinton
- Clark/Lake
- State/Lake
- Washington/Wabash
- Adams/Wabash
- Roosevelt
- Cermak-McCormick Place
- 35th-Bronzeville-IIT
- Indiana
- 43rd
- 47th
- 51st
- Garfield
- Halsted
- Ashland/63rd
- King Drive
- Cottage Grove

### Ligne brune

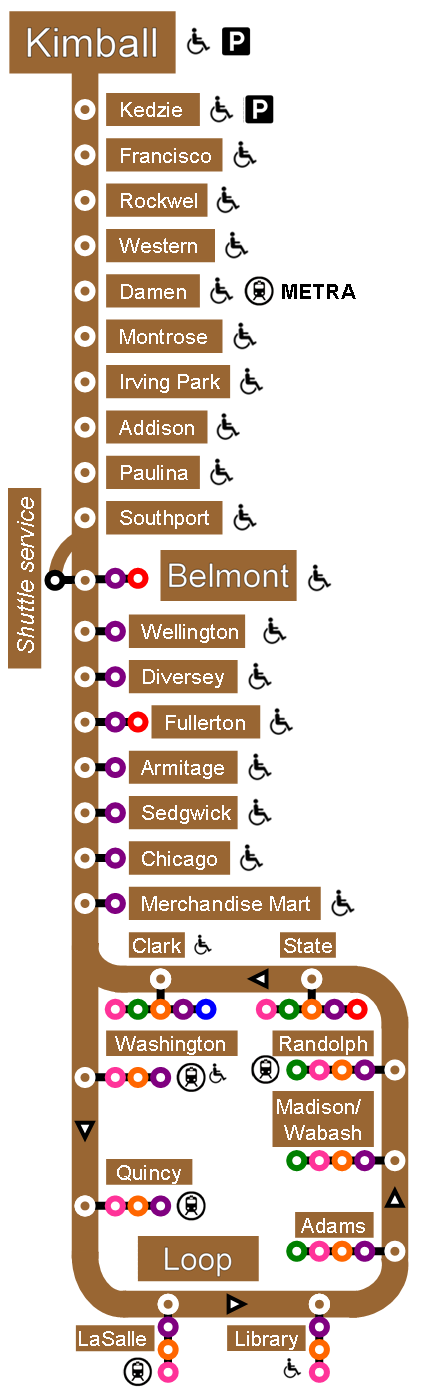
Ligne brune

█ liste des stations de la ligne brune du métro de Chicago :
- Kimball
- Kedzie
- Francisco
- Rockwell
- Western
- Damen
- Montrose
- Irving Park
- Addison
- Paulina
- Southport
- Belmont
- Wellington
- Diversey
- Fullerton
- Armitage
- Sedgwick
- Chicago
- Merchandise Mart
- Washington/Wells
- Quincy
- LaSalle/Van Buren
- Library
- Adams/Wabash
- Washington/Wabash
- State/Lake
- Clark/Lake

### Ligne mauve

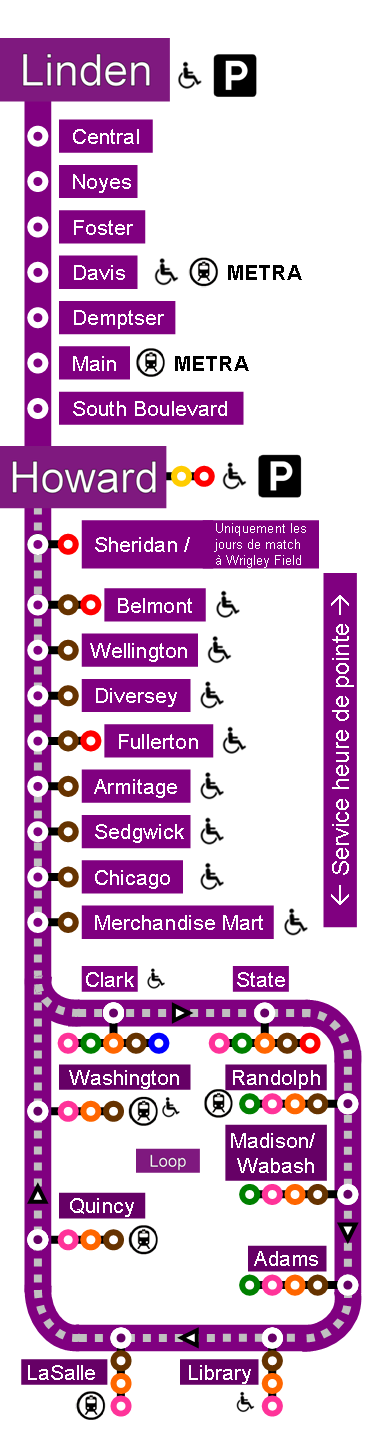
Ligne mauve

█ liste des stations de la ligne mauve du métro de Chicago :
- Linden
- Central
- Noyes
- Foster
- Davis
- Dempster
- Main
- South Boulevard
- Howard
- Sheridan
- Belmont
- Wellington
- Diversey
- Fullerton
- Armitage
- Sedgwick
- Chicago
- Merchandise Mart
- Clark/Lake
- State/Lake
- Washington/Wabash
- Adams/Wabash
- Library
- LaSalle/Van Buren
- Quincy
- Washington/Wells

### Ligne rose

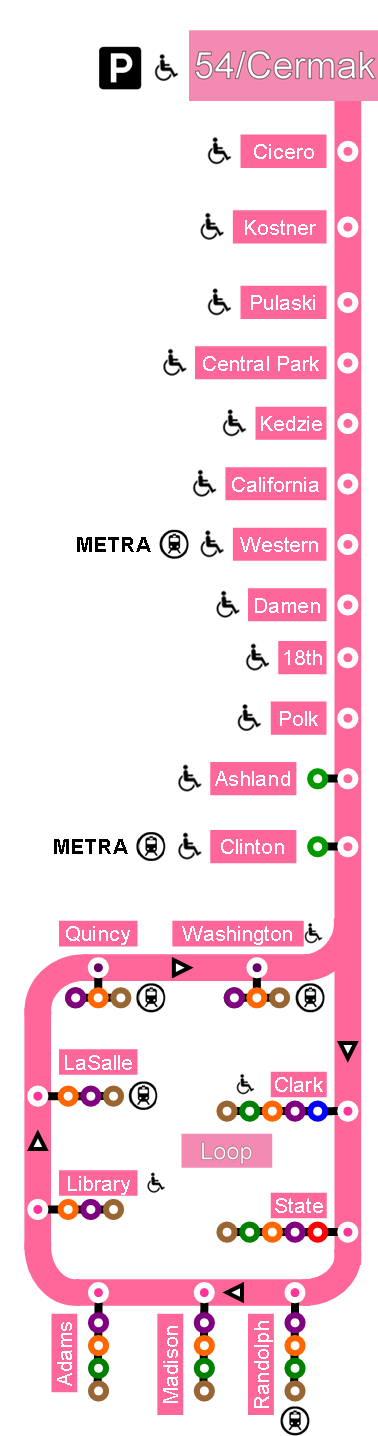
Ligne rose

█ liste des stations de la ligne rose du métro de Chicago :
- 54th/Cermak
- Cicero
- Kostner
- Pulaski
- Central Park
- Kedzie
- California
- Western
- Damen
- 18th
- Polk
- Ashland
- Clinton
- Clark/Lake
- State/Lake
- Washington/Wabash
- Adams/Wabash
- Library
- LaSalle/Van Buren
- Quincy
- Washington/Wells

### Ligne orange

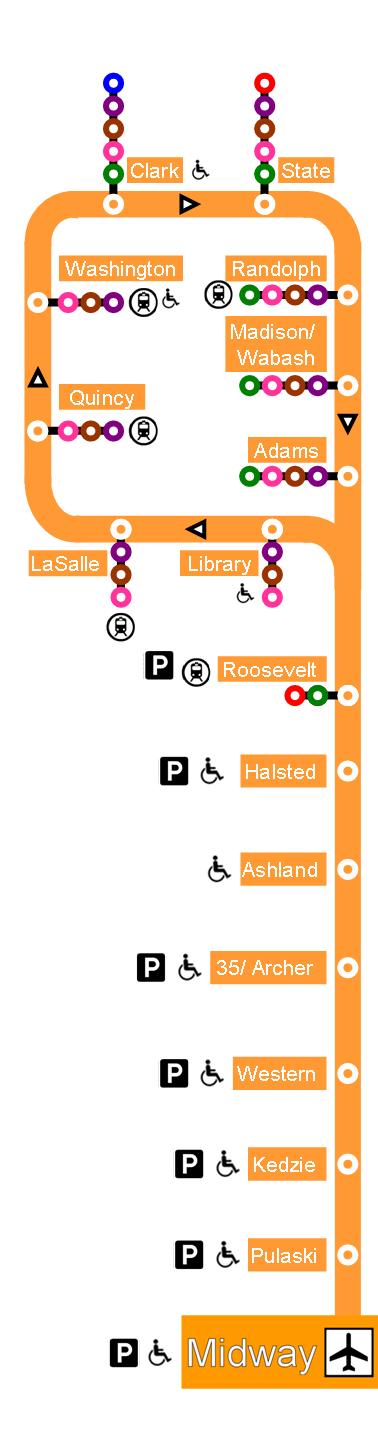
Ligne orange

█ liste des stations de la ligne orange du métro de Chicago :
- Midway
- Pulaski
- Kedzie
- Western
- 35th/Archer
- Ashland
- Halsted
- Roosevelt
- Library
- LaSalle/Van Buren
- Quincy
- Washington/Wells
- Clark/Lake
- State/Lake
- Washington/Wabash
- Adams/Wabash

### Ligne jaune

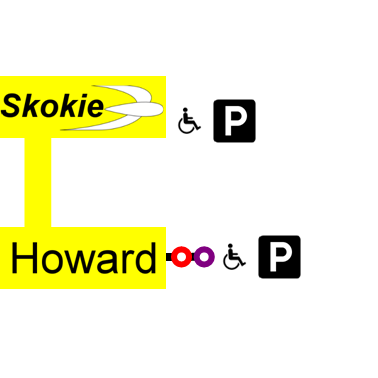
Ligne jaune

█ liste des stations de la ligne jaune du métro de Chicago :
- Howard
- Oakton-Skokie
- Dempster-Skokie

## Homonymie des stations
Avant 1993 elles portaient toujours le nom des deux artères qui croise l'intersection de la station (Chicago/State par exemple) mais dans un but de faciliter la visibilité sur les cartes, seules les stations majeures dans le centre de Chicago et quelques exceptions (54th/Cermak par exemple) ont conservé cette typologie (comme Washington/Wells) en séparant les noms par une /.
Ceci explique que plusieurs stations du réseau portent le même nom (Western, Chicago ou Kedzie par exemple), ce qui peut porter à confusion. La ligne bleue possède même deux doublons : Western et Harlem.
D'autres stations comportent toujours des noms composés séparés par un trait d'union (comme Cermak-Chinatown ou UIC-Halsted par exemple) ; il s'agit dans ce cas là d'un ajout afin d'identifier la station à un lieu à proximité.
| Station     | Lignes |
| ----------- | ------ |
| 47th        | █      |
| Addison     | █      |
| Ashland     | █      |
| Austin      | █      |
| Belmont     | █      |
| California  | █      |
| Chicago     | █      |
| Cicero      | █      |
| Garfield    | █      |
| Grand       | █      |
| Halsted     | █      |
| Harlem      | █      |
| Irving Park | █      |
| Kedzie      | █      |
| Monroe      | █      |
| Montrose    | █      |
| Oak Park    | █      |
| Pulaski     | █      |
| Western     | █      |